# Llista 15
La Llista 15 és un sector polític del Partit Colorado de l'Uruguai. Actualment manifesta una tendència política liberal. Fins a les eleccions de 1971 va utilitzar el sublema "Unidad y Reforma".
El sector va ser fundat per l'expresident Luis Batlle Berres, qui va governar el país entre 1947 i 1951. Ha estat el sector més important del seu partit, només va ser derrotat el 1994 amb el triomf del Fòrum Batllista. Amb la mort de Batlle Berres (1897-1964), el sector es va dividir i el seu fill i futur president de la República, Jorge Batlle Ibáñez, va ser reconegut com el nou líder de la Llista 15.
La Llista 15 va donar suport institucional a Jorge Pacheco Areco durant la seva presidència en els anys 1970. El sector també va canviar el seu pensament inicial proteccionista cap a un liberalisme més modern.
El 2009 va votar per la precandidatura de José Gerardo Amorín Batlle a les eleccions presidencials, encara que finalment va triomfar Pedro Bordaberry, secretari general del moviment Vamos Uruguay.